# Benkner-ház
A brassói Benkner-ház a főtéri Kádársor és a Lópiac sarkán helyezkedik el. A vagyonos és befolyásos Benkner család tagjai számos házat birtokoltak Brassó belvárosában, ám manapság csak ezt az egy épületet ismerik Benkner-ház néven. Déli oldala a Filstich–Plecker-házzal szomszédos.

## Története
Bár egyes források egész a 13. századig vezetik vissza a Benkner-családfát, a család első bizonyíthatóan létező tagja a 15. század végén élt Christian Benkner városi tanácsos volt. Christian fia, idősebb Johannes Benkner városi kapitány, majd nyolc éven keresztül városbíró volt; érdemeiért a király kétszer emelte nemesi rangra. Ifjabb Johannes Benkner szintén városbíró volt, Johannes Honterus támogatója és a brassói papírmalom alapítója. A 17–18. században több Benknert említenek városi tisztségviselőként, lelkészként, krónikásként. Az utolsó brassói Benkner 1979-ben hunyt el.
Maga a ház a 15. századból származik. A számadások szerint 1504-ben idősebb Johannes Benkner tulajdona volt; halála után ifjabb Johannes Benkner örökölte, majd 1533-ban és 1539-ben Peter Benkner illetve Michael Benkner tulajdonaként említik. Az 1689-es tűzvész után újjáépítették.
1835–1841 között itt volt a brassói Román Kaszinó (Casina română) kulturális egyesület székhelye. Az 1870-es években a Plecker von Pleckersfeld család birtokába került (ugyanezért Benkner–Plecker-házként vagy Plecker-házként is ismerik), majd később a Schobel von Schobeln család rezidenciája lett. 1872-ben, majd az 1980-as években nagyméretű felújításon esett át.

## Leírása
Jelenlegi formája 1872-ből származik; reneszánsz jellegét az átépítések ellenére is megőrizte. A romániai műemlékek jegyzékében a BV-II-m-B-11301 sorszámon szerepel. Az épület sarkán levő kiugró egyedülálló Erdélyben. A kiugró egykoron kecses toronytetőt viselt, azonban ezt az átépítéskor eltávolították, és az 1988-as restauráláskor sem sikerült visszaállítani. A Kádársor másik végén álló Filstich-házat hasonló kiugró és torony díszítette, szimmetrikussá téve a Kádársor két végét, azonban azt már korábban, egy 1827–1828-as újjáépítéskor eltávolították.
Az 1988-as renoválásnál egy lovat ábrázoló szélkakast is el akartak helyezni az épületen (a Lópiac névre utalva), de a hatóságok nem engedélyezték ezt. A ló végül cégérként a Trausch-házra került.

## Képek

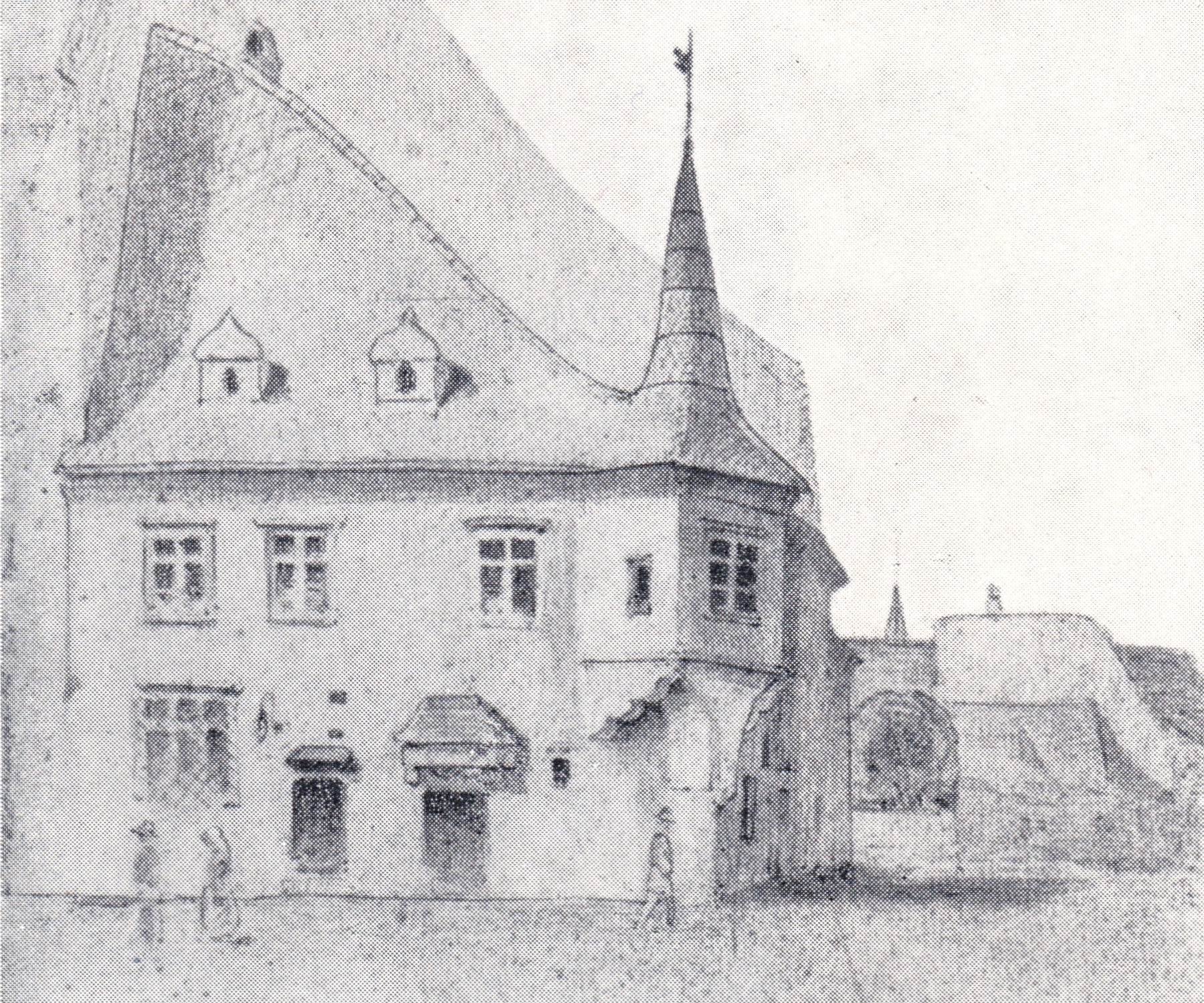
1870-ben
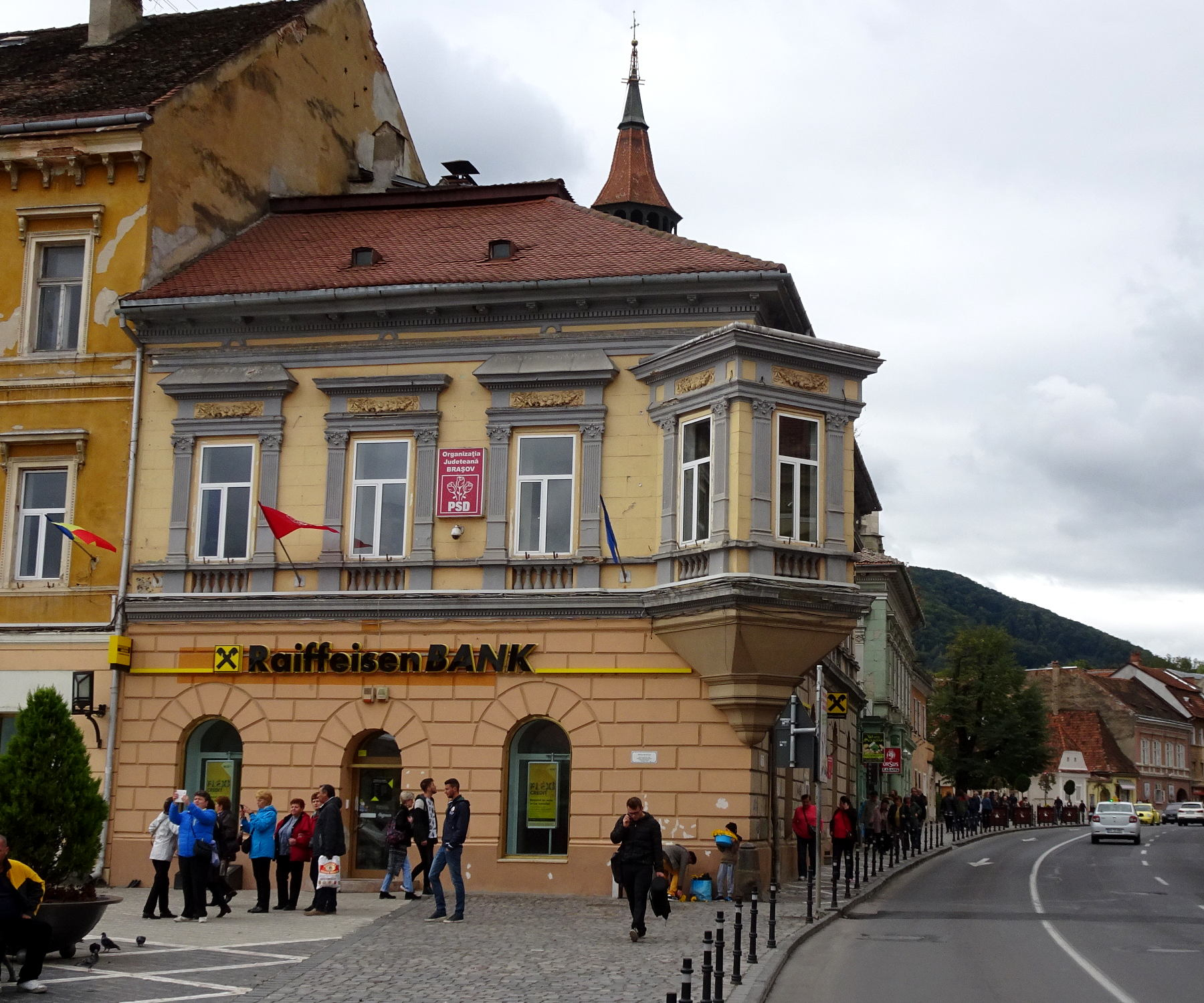
2017-ben